# Prionospio aucklandica
Prionospio aucklandica är en ringmaskart som beskrevs av Augener 1923. Prionospio aucklandica ingår i släktet Prionospio och familjen Spionidae.
Artens utbredningsområde är havet kring Nya Zeeland. Inga underarter finns listade i Catalogue of Life.